# Джейш аль-Фатах
Джейш аль-Фатх (також Джаїш аль-Фатах; араб. جيش الفتح «Армія завоювання/Армія перемоги») — військовий альянс у громадянській війні в Сирії, який складався з кількох сирійсько-ісламістських повстанських угруповань. Він оголосив про своє створення 24 березня 2015 року. Головною метою цього альянсу є повалення уряду Башара Асада.

## Розвиток з моменту заснування альянсу
23 березня альянс почав наступ і 25 квітня 2015 року захопив столицю однойменного губернаторства Ідліб у битві за Ідліб 2015.
Наприкінці квітня 2015 року Джейш аль-Фатх здійснила черговий наступ в районі міста Джіср аль-Шугур і 28 квітня 2015 року разом із Вільною сирійською армією захопила це стратегічно важливе місто.
28 травня 2015 року місто Аріха та навколишні села були повністю захоплені альянсом повстанців лише за 3 години, повідомляє Сирійська обсерваторія з прав людини.

## Організація
Коаліція Джейш аль-Фатх створена за зразком південного фронту Вільної сирійської армії і, таким чином, насамперед призначена для боротьби з урядом Асада. Ахрар аш-Шам є найбільшою повстанською групою в рамках Джаїш аль-Фатах, також є невеликі батальйони Братів-мусульман (Сирія), а коаліція також складається з частин Фронту Аль-Нусра. Альянс співпрацює з Вільною сирійською армією і підпорядковується верховному командуванню Ісламського фронту.
Джейш аль-Фатах в основному діє в губернаторстві Ідліб і невеликими частинами в губернаторстві Хама і Латакія.